# Campeonato de xadrez da União Soviética

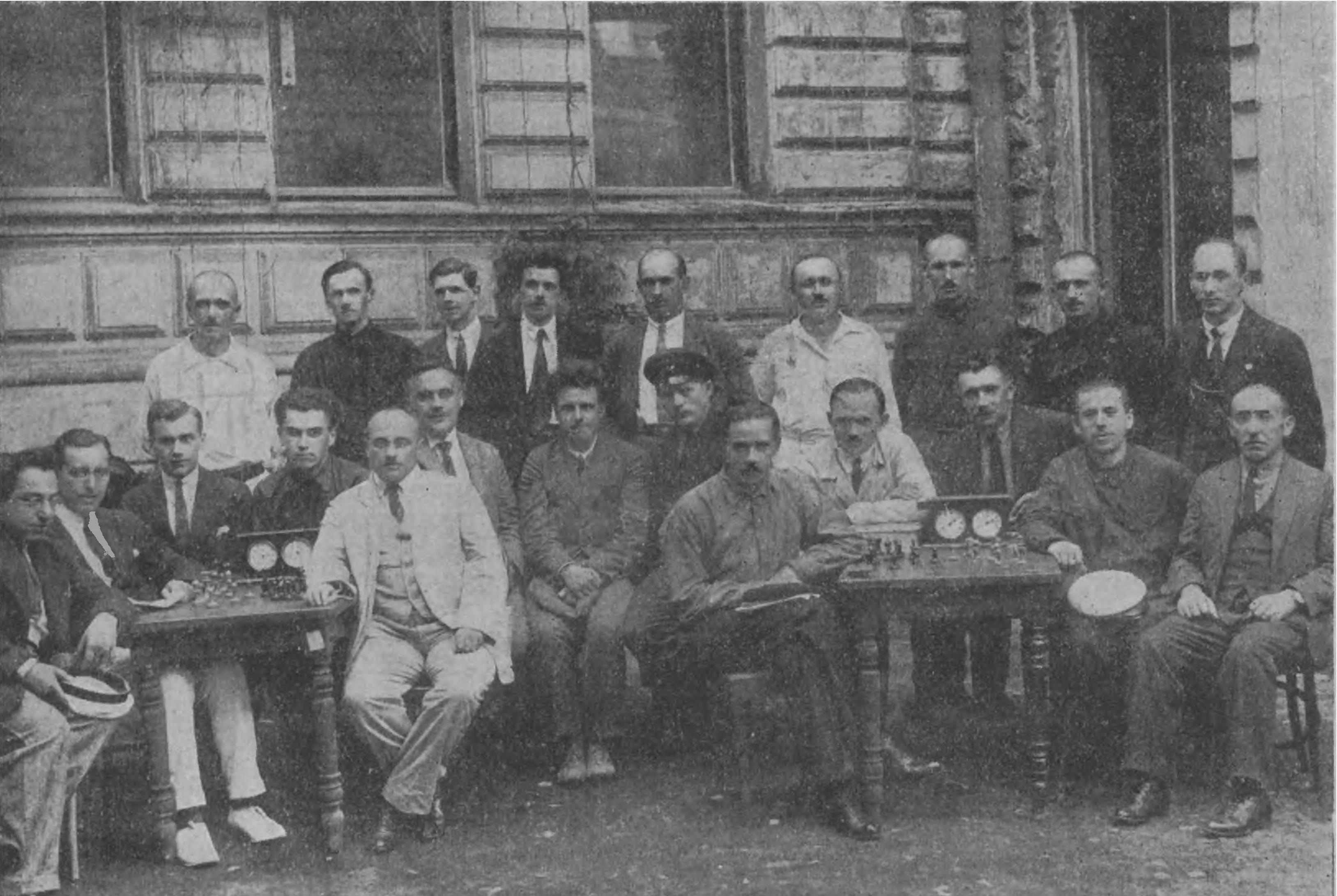
Participantes do Campeonato Soviético de 1925

O Campeonato de Xadrez da União Soviética foi uma das principais e mais fortes competições enxadrísticas do mundo. Em várias ocasiões, vários ex-campeões mundiais, assim como o detentor do título, participaram de uma mesma edição do torneio. O campeonato teve vários formatos em sua história, com fases classificatórias e final.  A fase final do campeonato de xadrez da URSS foi realizada, de 1920 a 1991, na forma de um torneio round-robin, com exceção das 35ª e 58ª edições (1967 e 1991) que foram no sistema suíço.
Até 1940, o campeonato da URSS era realizado geralmente a cada dois anos. A partir de 1944, foi organizado de forma anual, exceto em 1946, 1953 e em 1982, quando não houve campeonato. Duas edições ocorreram em 1961: a 28ª edição ocorreu em janeiro-fevereiro de 1961 e a 29ª edição, em novembro-dezembro de 1961. Por causa dessas irregularidades, os campeonatos da URSS são freqüentemente referidos pelo número da sua edição e menos pelo ano. Quando havia empate na primeira posição (o que ocorreu 22 vezes), normalmente havia algum match ou torneio-desempate. De 1951 a 1969, a cada três anos, o campeonato da URSS serviu de Torneio Zonal, competição classificatória para o ciclo de candidatos ao campeonato mundial de xadrez.
Até 1927, os jogadores eram convidados a participar pela Federação de Xadrez da URSS. A partir de 1929, passaram a ocorrer quartas-de-final e semifinais classificatórias por todo o país. Em algumas ocasiões, os campeonatos de certas repúblicas soviéticas, como a Rússia, ou de cidades, como Leningrado, serviam como eventos classificatórios à final. Em outras ocasiões, os campeonatos dos clubes desportivos Spartak, Troud, Beretchnik fizeram a vez de semifinal (como em 1962).

## Lista de campeonatos e vencedores
Para detalhes sobre cada Campeonato, assim como a classificação final, clique no número da edição.
| Edição | Ano        | Local      | Campeão                             | Pontuação do campeão | Pontuação do campeão | Notas |
| ------ | ---------- | ---------- | ----------------------------------- | -------------------- | -------------------- | --- |
| 1      | 1920       | Moscou     | Alexander Alekhine                  | (+9−0=6)             | 12/15                | |
| 2      | 1923       | Petrogrado | Peter Romanovsky                    | (+9−1=2)             | 10/12                | |
| 3      | 1924       | Moscou     | Efim Bogoljubov                     | (+13−0=4)            | 15/17                | |
| 4      | 1925       | Leningrado | Efim Bogoljubov                     | (+11−2=6)            | 14/19                | |
| 5      | 1927       | Moscou     | Fiódor Bogatyrchuk Peter Romanovsky | (+10−1=9) (+12−3=5)  | 14,5/20              | Título dividido. |
| 6      | 1929       | Odessa     | Boris Verlinsky                     | (+11−2=4)            | 13/17                | |
| 7      | 1931       | Moscou     | Mikhail Botvinnik                   | (+12−2=3)            | 13,5/17              | |
| 8      | 1933       | Leningrado | Mikhaïl Botvinnik                   | (+11−2=6)            | 14/19                | |
| 9      | 1934/1935  | Leningrado | Grigory Levenfish Ilya Rabinovich   | (+8−3=8) (+9−4=6)    | 12/19                | Título dividido. |
| 10     | 1937       | Tbilissi   | Grigory Levenfish                   | (+9−3=7)             | 12,5/19              | |
| 11     | 1939       | Leningrado | Mikhaïl Botvinnik                   | (+8−0=9)             | 12,5/17              | |
| 12     | 1940       | Moscou     | Andor Lilienthal Igor Bondarevsky   | (+8−0=11) (+10−2=7)  | 13,5/19              | Título dividido. |
| 13     | 1944       | Moscou     | Mikhail Botvinnik                   | (+11−2=3)            | 12,5/16              | Primeira participação de David Bronstein (20 anos)                                                                   |
| 14     | 1945       | Moscou     | Mikhaïl Botvinnik                   | (+13−0=4)            | 15/17                | |
| 15     | 1947       | Leningrado | Paul Keres                          | (+10−1=8)            | 14/19                | |
| 16     | 1948       | Moscou     | David Bronstein Alexander Kotov     | (+7−1=10) (+10−4=4)  | 12/18                | Título dividido. |
| 17     | 1949       | Moscou     | Vassily Smyslov David Bronstein     | (+9−2=8) (+8−1=10)   | 13/19                | Título dividido. Primeira participação de Tigran Petrossian (18 anos)                                                |
| 18     | 1950       | Moscou     | Paul Keres                          | (+8−2=7)             | 11,5/17              | |
| 19     | 1951       | Moscou     | Paul Keres                          | (+9−2=6)             | 12/17                | Válido como Torneio Zonal                                                                                            |
| 20     | 1952       | Moscou     | Mikhaïl Botvinnik                   | (+9 −1 =9)           | 13,5/19              | Botvinnik venceu Mark Taimanov em um match-desempate (+2−1=3).                                                       |
| 21     | 1954       | Kiev       | Yuri Averbakh                       | (+10−0=9)            | 14,5/19              | |
| 22     | 1955       | Moscou     | Efim Geller                         | (+10−5=4)            | 12/19                | Geller venceu Vasily Smyslov em um match-desempate (+1=6) Válido como Torneio Zonal                                  |
| 23     | 1956       | Leningrado | Mark Taïmanov                       | (+8−2=7)             | 11,5/17              | Taimanov venceu Boris Spassky e Yuri Averbakh em um torneio-desempate.                                               |
| 24     | 1957       | Moscou     | Mikhaïl Tal                         | (+9−2=10)            | 14/21                | |
| 25     | 1958       | Rīga       | Mikhaïl Tal                         | (+10−3=5)            | 12,5/18              | Válido como Torneio Zonal                                                                                            |
| 26     | 1959       | Tbilissi   | Tigran Petrossian                   | (+8−0=11)            | 13,5/19              | |
| 27     | 1960       | Leningrado | Viktor Korchnoi                     | (+12−3=4)            | 14/19                | |
| 28     | 1961 (28º) | Moscou     | Tigran Petrossian                   | (+9−1=9)             | 13,5/19              | Válido como Torneio Zonal                                                                                            |
| 29     | 1961 (29º) | Baku       | Boris Spassky                       | (+10−1=9)            | 14,5/20              | |
| 30     | 1962       | Erevan     | Viktor Korchnoi                     | (+10−1=8)            | 14/19                | |
| 31     | 1963       | Leningrado | Leonid Stein                        | (+6−1=12)            | 12/19                | Stein venceu Boris Spassky and Ratmir Kholmov em um torneio-desempate.                                               |
| 32     | 1964       | Kiev       | Viktor Korchnoi                     | (+11−0=8)            | 15/19                | |
| 33     | 1965       | Tallinn    | Leonid Stein                        | (+10−1=8)            | 14/19                | |
| 34     | 1966       | Tbilissi   | Leonid Stein                        | (+8−2=10)            | 13/20                | |
| 35     | 1967       | Kharkov    | Lev Polougaevsky Mikhail Tal        | (+7 =6)              | 10/13                | Título dividido. Torneio em sistema suiço com 126 jogadores.                                                         |
| 36     | 1968       | Alma-Ata   | Lev Polougaevsky                    | (+7−1=11)            | 12,5/19              | Polugaevsky venceu Zaitsev em um match-desempate (+2−1=3)                                                            |
| 37     | 1969       | Moscou     | Tigran Petrossian                   | (+6−0=16)            | 14/22                | Petrosian venceu Polugaevsky em um match-desempate (+2=3) Válido como Torneio Zonal                                  |
| 38     | 1970       | Riga       | Viktor Korchnoi                     | (+12−1=8)            | 16/21                | |
| 39     | 1971       | Leningrado | Vladimir Savon                      | (+9−0=12)            | 15/21                | |
| 40     | 1972       | Baku       | Mikhail Tal                         | (+9−0=12)            | 15/21                | Válido como Torneio Zonal                                                                                            |
| 41     | 1973       | Moscou     | Boris Spassky                       | (+7−1=9)             | 11,5/17              | |
| 42     | 1974       | Leningrado | Alexander Beliavsky Mikhail Tal     | (+6−2=7)             | 9,5/15               | Título dividido. |
| 43     | 1975       | Erevan     | Tigran Petrosian                    | (+6−1=8)             | 10/15                | |
| 44     | 1976       | Moscou     | Anatoly Karpov                      | (+8−1=8)             | 12/17                | |
| 45     | 1977       | Leningrado | Boris Goulko Jossif Dorfman         | (+4−0=11)            | 9,5/15               | Título dividido. O match-desempate terminou empatado (+1−1=4).                                                       |
| 46     | 1978       | Tbilisi    | Mkhail Tal Vitaly Tseshkovsky       | (+5−0=12) (+6−1=10)  | 11/17                | Título dividido. |
| 47     | 1979       | Minsk      | Efim Geller                         | (+6−0=11)            | 11,5/17              | |
| 48     | 1980       | Vilnius    | Lev Psakhis Alexander Beliavsky     | (+8−4=5) (+6−2=9)    | 10,5/17              | Título dividido. |
| 49     | 1981       | Frounzé    | Garry Kasparov, Lev Psakhis         | (+10−2=5) (+9−1=7)   | 12,5/17              | Título dividido. |
| 50     | 1983       | Moscou     | Anatoly Karpov                      | (+5−1=9)             | 9,5/15               | |
| 51     | 1984       | Leópolis   | Andrei Sokolov                      | (+8−0=9)             | 12,5/17              | |
| 52     | 1985       | Riga       | Mikhail Gurevich                    | (+6−3=10)            | 11/19                | Título dividido. O torneio-desempate terminou empatado. Válido como Torneio Zonal                                    |
| 53     | 1986       | Kiev       | Vitaly Tseshkovsky                  | (+6−1=10)            | 11/17                | |
| 54     | 1987       | Minsk      | Alexander Beliavsky                 | (+7−2=8)             | 11/17                | Beliavsky venceu Salov em um match-desempate (+2=2). Válido como Torneio Zonal.                                      |
| 55     | 1988       | Moscou     | Anatoly Karpov Garry Kasparov       | (+6−0=11)            | 11,5/17              | Título dividido. |
| 56     | 1989       | Odessa     | Rafael Vaganian                     | (+5−2=8)             | 9/15                 | |
| 57     | 1990       | Leningrado | Alexander Beliavsky                 | (+5−1=7)             | 8,5/13               | Beliavsky terminou empatado em pontos com outros três jogadores, mas foi declarado campeão no critério de desempate. |
| 58     | 1991       | Moscou     | Artashes Minasian                   | (+7−1=3)             | 8,5/11               | Torneio em sistema suiço com 64 jogadores.                                                                           |